# Australië op de Olympische Zomerspelen 2016
Australië nam deel aan de Olympische Zomerspelen 2016 in Rio de Janeiro, Brazilië. Het Australisch olympisch comité zond ruim vierhonderd atleten naar de Spelen, vergelijkbaar met voorgaande edities van de Zomerspelen. Australië eindigde op de tiende plaats in de medaillespiegel, de laagste notering sinds 1992, toen de Spelen ook op de tiende plaats werden afgesloten. Het aantal gouden medailles bleef echter gelijk met de Spelen van Londen (acht).

## Medailleoverzicht
| Sport            | Olympiër(s) | Onderdeel                        | Medaille |
| ---------------- | --- | -------------------------------- | -------- |
| Moderne vijfkamp | Chloe Esposito | Moderne vijfkamp (v)             | OR       |
| Roeien           | Kim Brennan | Skiff (v)                        | Goud     |
| Rugby            | Nicole Beck Charlotte Caslick Emilee Cherry Chloe Dalton Gemma Etheridge Ellia Green Shannon Parry Evania Pelite Alicia Quirk Emma Tonegato Amy Turner Sharni Williams | Sevens (v)                       | Goud     |
| Schietsport      | Catherine Skinner | Trap (v)                         | Goud     |
| Zeilen           | Tom Burton | Laser (m)                        | Goud     |
| Zwemmen          | Kyle Chalmers | 100 m vrije slag (m)             | Goud     |
| Zwemmen          | Mack Horton | 400 m vrije slag (m)             | Goud     |
| Zwemmen          | Bronte Campbell Cate Campbell Brittany Elmslie Emma McKeon Madison Wilson                                                                                              | 4x100 m vrije slag estafette (v) | Goud     |
|                  | |                                  |          |
| Atletiek         | Jared Tallent | 50 km snelwandelen (m)           | Zilver   |
| Roeien           | Alexander Belonogoff Karsten Forsterling Cameron Girdlestone James McRae                                                                                               | Dubbel-vier (m)                  | Zilver   |
| Roeien           | Joshua Booth Joshua Dunkley-Smith Alexander Hill William Lockwood | Vier-zonder (m)                  | Zilver   |
| Wielersport      | Jack Bobridge Alex Edmondson Michael Hepburn Glenn O'Shea Callum Scotson Sam Welsford                                                                                  | Ploegenachtervolging (m)         | Zilver   |
| Zeilen           | Mathew Belcher Ryan Will | 470 (m)                          | Zilver   |
| Zeilen           | Nathan Outteridge Iain Jensen | 49er (m)                         | Zilver   |
| Zeilen           | Jason Waterhouse Lisa Darmanin | Nacra 17                         | Zilver   |
| Zwemmen          | Mitch Larkin | 200 m rugslag (m)                | Zilver   |
| Zwemmen          | Madeline Groves | 200 m vlinderslag (v)            | Zilver   |
| Zwemmen          | Jessica Ashwood Bronte Barratt Tamsin Cook Emma McKeon Leah Neale | 4x200 m vrije slag estafette (v) | Zilver   |
| Zwemmen          | Cate Campbell Brittany Elmslie Madeline Groves Emma McKeon Taylor McKeown Emily Seebohm Madison Wilson                                                                 | 4x100 m wisselslag estafette (v) | Zilver   |
|                  | |                                  |          |
| Atletiek         | Dane Bird-Smith | 20 km snelwandelen (m)           | Brons    |
| Boogschieten     | Alec Potts Ryan Tyack Taylor Worth | Mannenteam                       | Brons    |
| Kanovaren        | Jessica Fox | K1 slalom (v)                    | Brons    |
| Kanovaren        | Lachlan Tame Ken Wallace | K2 1000 m (m)                    | Brons    |
| Paardensport     | Christopher Burton op Santano II Sam Griffiths op Paulank Brockagh Shane Rose op CP Qualified Stuart Tinney op Pluto Mio                                               | Eventing (team)                  | Brons    |
| Schoonspringen   | Anabelle Smith Maddison Keeney | 3 m plank synchroon (v)          | Brons    |
| Wielersport      | Anna Meares VO | Keirin (v)                       | Brons    |
| Zwemmen          | Emma McKeon | 200 m vrije slag (v)             | Brons    |
| Zwemmen          | Matthew Abood Kyle Chalmers James Magnussen Cameron McEvoy James Roberts                                                                                               | 4x100 m vrije slag estafette (m) | Brons    |
| Zwemmen          | Kyle Chalmers Mitchel Larkin Cameron McEvory David Morgan Jake Packard                                                                                                 | 4x100 m wisselslag estafette (m) | Brons    |

- OR: Olympisch record

## Deelnemers
(m) = mannen, (v) = vrouwen, (g) = gemengd

### Atletiek
| Olympiër                                                               | Discipline               | Resultaat | Prestatie |
| ---------------------------------------------------------------------- | ------------------------ | --------- | --- |
| Alex Hartmann                                                          | 200m (m)                 | 67e       | serie 6: 5e in 21,02 |
| Peter Bol                                                              | 800m (m)                 | 41e       | serie 7: 6e in 1.49,36 |
| Luke Mathews                                                           | 800m (m)                 | 46e       | serie 2: 7e in 1.50,17 |
| Jeffrey Riseley                                                        | 800m (m)                 | 21e       | serie 6: 4e in 1.46,93 |
| Ryan Gregson                                                           | 1500m (m)                | 9e        | serie 1: 2e in 3.39,13 halve finale 2: 4e in 3.40,02 finale: 9e in 3.51,39 |
| Luke Mathews                                                           | 1500m (m)                | 23e       | serie 3: 12e in 3.44.51 |
| Sam McEntee                                                            | 5000m (m)                | 35e       | serie 1: 18e in 13.50,55 |
| Brett Robinson                                                         | 5000m (m)                | 14e       | serie 2: 9e in 13.22,81 finale: 14e in 13.32,30 |
| Patrick Tiernan                                                        | 5000m (m)                | 20e       | serie 2: 13e in 13.28,48 |
| David McNeill                                                          | 10000m (m)               | 16e       | 27.51,71 |
| Ben St. Lawrence                                                       | 10000m (m)               | 28e       | 28.46,32 |
| Liam Adams                                                             | Marathon (m)             | 31e       | 2:16.12 |
| Michael Shelley                                                        | Marathon (m)             | 47e       | 2:18.06 |
| Scott Westcott                                                         | Marathon (m)             | 81e       | 2:22.19 |
| Dane Bird-Smith                                                        | 20km snelwandelen (m)    | Brons     | 1:19.37 |
| Rhydian Cowley                                                         | 20km snelwandelen (m)    | 33e       | 1:23.30 |
| Chris Erickson                                                         | 50km snelwandelen (m)    | 10e       | 3:48.40 |
| Brendon Reading                                                        | 50km snelwandelen (m)    | 40e       | 4:13.02 |
| Jared Tallent                                                          | 50km snelwandelen (m)    | Zilver    | 3:41.16 |
| Henry Frayne                                                           | verspringen (m)          | 7e        | kwalificatie groep A: 5e met 8,01 m finale: 7e met 8,06 m |
| Fabrice Lapierre                                                       | verspringen (m)          | 10e       | kwalificatie groep B: 3e met 7,96 m finale: 10e met 7,87 m |
| Joel Baden                                                             | hoogspringen (m)         | 41e       | kwalificatie groep B: 20e met 2,17 m |
| Brandon Starc                                                          | hoogspringen (m)         | 15e       | kwalificatie groep A: 5e met 2,29 m finale: 15e met 2,20 m |
| Kurtis Marschall                                                       | polsstokhoogspringen (m) | 15e       | kwalificatie groep A: 10e met 5,60 m |
| Damien Birkinhead                                                      | kogelstoten (m)          | 10e       | kwalificatie groep B: 6e met 20,50 m finale: 10e met 20,45 m |
| Matthew Denny                                                          | discuswerpen (m)         | 19e       | kwalificatie groep B: 12e met 61,16m |
| Benn Harradine                                                         | discuswerpen (m)         | 20e       | kwalificatie groep A: 8e met 60,85 m |
| Hamish Peacock                                                         | speerwerpen (m)          | 25e       | kwalificatie groep B: 12e met 77,91 m |
| Joshua Robinson                                                        | speerwerpen (m)          | 13e       | kwalificatie groep A: 6e met 80,84 m |
| Cedric Dubler                                                          | tienkamp (m)             | 14e       | 100 m: 15e in 10,86 (892 punten) verspringen: 11e met 7,47m (927 punten) kogelstoten: 30e met 11,49m (575 punten) hoogspringen: 3e met 2,13m (925 punten) 400m: 7e in 48,18 (900 punten) 110m horden: 8e in 14,30 (936 punten) discuswerpen: 23e met 38,89m (642 punten) polsstokhoogspringen: 10e met 4,90m (1880 punten) speerwerpen: 22e met 51,82m (616 punten) 1500m: 11e in 4.32,12 (731 punten) totaal: 8024 punten |
|                                                                        |                          |           | |
| Melissa Breen                                                          | 100m (v)                 | 55e       | serie 7: 7e in 11,74 |
| Ella Nelson                                                            | 200m (v)                 | 9e        | serie 7: 2e in 22,66 halve finale 2: 3e in 22,50 |
| Morgan Mitchell                                                        | 400m (v)                 | 24e       | serie 5: 2e in 51,30 halve finale 2: 8e in 52,68 |
| Anneliese Rubie                                                        | 400m (v)                 | 20e       | serie 1: 3e in 51,92 halve finale 2: 6e in 51,96 |
| Selma Kajan                                                            | 800m (v)                 | 54e       | serie 3: 7e in 2.05,20 |
| Jenny Blundell                                                         | 1500m (v)                | 23e       | serie 2: 8e in 4.09,05 halve finale 2: 11e in 4.13,25 |
| Zoe Buckman                                                            | 1500m (v)                | 15e       | serie 3: 6e in 4.06,93 halve finale 1: 9e in 4.06,95 |
| Linden Hall                                                            | 1500m (v)                | 12e       | serie 1: 4e in 4.11,75 halve finale 1: 8e in 4.05,81 |
| Madeline Heiner Hills                                                  | 5000m (v)                | 10e       | serie 1: 6e in 15.21,33 finale: 10e in 15.04,05 |
| Genevieve LaCaze                                                       | 5000m (v)                | 12e       | serie 2: 7e in 15.20,45 finale: 12e in 15.10,35 |
| Eloise Wellings                                                        | 5000m (v)                | 9e        | serie 2: 6e in 15.19,02 finale: 9e in 15.01,59 |
| Eloise Wellings                                                        | 10000m (v)               | 10e       | 31.14,94 |
| Michelle Jenneke                                                       | 100m horden (v)          | 37e       | serie 1: 6e in 13,26 |
| Lauren Wells                                                           | 400m horden (v)          | 21e       | serie 5: 4e in 56,26 halve finale 3: 7e in 56,83 |
| Madeline Heiner Hills                                                  | 3000m steeplechase (v)   | 7e        | serie 2: 5e in 9.24,16 finale: 7e in 9.20,38 |
| Genevieve LaCaze                                                       | 3000m steeplechase (v)   | 9e        | serie 3: 2e in 9.26,25 finale: 9e in 9.21,21 |
| Victoria Mitchell                                                      | 3000m steeplechase (v)   | 29e       | serie 2: 10e in 9.39,40 |
| Morgan Mitchell Anneliese Rubie Caitlin Sargent-Jones Jessica Thornton | 4x400m (v)               | 8e        | serie 1: 4e in 3.25,71 finale: 8e in 3.27,45 |
| Milly Clark                                                            | marathon (v)             | 18e       | 2:30.53 |
| Jessica Trengrove                                                      | marathon (v)             | 22e       | 2:31.44 |
| Lisa Jane Weightman                                                    | marathon (v)             | 31e       | 2:34.41 |
| Tanya Holliday                                                         | 20km snelwandelen (v)    | 26e       | 1:34.22 |
| Regan Lamble                                                           | 20km snelwandelen (v)    | 9e        | 1:30.28 |
| Rachel Tallent                                                         | 20km snelwandelen (v)    | 40e       | 1:37.08 |
| Chelsea Jaensch                                                        | verspringen (v)          | 17e       | kwalificatie groep A: 10e met 6,41 m |
| Brooke Stratton                                                        | verspringen (v)          | 7e        | kwalificatie groep B: 4e met 6,56 m finale: 7e met 6,74 m |
| Eleanor Patterson                                                      | hoogspringen (v)         | 22e       | kwalificatie groep A: 11e met 1,89 m |
| Alana Boyd                                                             | polsstokhoogspringen (v) | 4e        | kwalificatie groep A: 6e met 4,55 m finale: 4e met 4,80 m |
| Dani Samuels                                                           | discuswerpen (v)         | 4e        | kwalificatie groep A: 2e met 64,46 m finale: 4e met 64,90 m |
| Kim Mickle                                                             | speerwerpen (v)          | 22e       | kwalificatie groep A: 12e met 57,20 m |
| Kathryn Mitchell                                                       | speerwerpen (v)          | 6e        | kwalificatie groep A: 5e met 61,63 m finale: 6e met 64,36 m |
| Kelsey-Lee Roberts                                                     | speerwerpen (v)          | 28e       | kwalificatie groep B: 13e met 55,25 m |

### Badminton
| Olympiër                      | Discipline     | Resultaat | Prestatie |
| ----------------------------- | -------------- | --------- | --- |
| Matthew Chau Sawan Serasinghe | dubbelspel (m) | 9e        | Groep A: 4e V van KOR Yong-dae/Yeon-seong: 0-2 (14-21, 16-21) V van RUS Ivanov/Sozonov: 0-2 (16-21, 16-21) V van TPE Sheng-mu/Chia-hsin: 0-2 (14-21, 19-21) |
|                               |                |           | |
| Chen Hsuan-yu                 | enkelspel (v)  | 14e       | Groep H: 3e V van THA Buranaprasertsuk: 0-2 (14-21, 15-21) V van MRI Foo Kune: 0-2 (16-21, 19-21)                                                           |
|                               |                |           | |
| Robin Middleton Leanne Choo   | dubbelspel (g) | 9e        | Groep C: 4e V van INA Ahmad/Natsir: 0-2 (7-21, 8-21) V van MAS Peng Soon/Liu Ying: 0-2 (17-21, 15-21) V van THA Issara/Amitrapai: 0-2 (13-21, 18-21)        |

### Basketbal

#### Mannen
| Olympiër | Onderdeel | Resultaat | Prestatie |
| --- | --------- | --------- | --- |
| David Andersen Cameron Bairstow Aron Baynes Andrew Bogut Ryan Broekhoff Matthew Dellavedova Chris Goulding Joe Ingles Kevin Lisch Damian Martin Patty Mills Brock Motum | mannen    | 4e        | Groep A: 2e W van Frankrijk: 87–66 W van Servië: 95–80 V van Verenigde Staten: 88–98 W van China: 93–68 W van Venezuela: 81–56 kwartfinale: W van Litouwen: 90–64 halve finale: V van Servië: 61–87 bronzen finale: V van Spanje: 88–89 |

| Groep A |                  |             |             |             |            |            |            |        |
| #       | Land             | Wedstrijden | Wedstrijden | Wedstrijden | Doelpunten | Doelpunten | Doelpunten | Punten |
| #       | Land             | G           | W           | V           | V          | T          | Saldo      | Punten |
| 1       | Verenigde Staten | 5           | 5           | 0           | 524        | 407        | +117       | 10     |
| 2       | Australië        | 5           | 4           | 1           | 444        | 368        | +76        | 9      |
| 3       | Frankrijk        | 5           | 3           | 2           | 423        | 378        | +45        | 8      |
| 4       | Servië           | 5           | 2           | 3           | 426        | 387        | +39        | 7      |
| 5       | Venezuela        | 5           | 1           | 4           | 315        | 444        | –129       | 6      |
| 6       | China            | 5           | 0           | 5           | 318        | 466        | –148       | 5      |

| Ronde        | Datum       | Lokale tijd | MEZT           | Plaats         | Land      | Score            | Land     |
| ------------ | ----------- | ----------- | -------------- | -------------- | --------- | ---------------- | -------- |
| Groepsfase   |             |             |                |                |           |                  |          |
| 6 augustus   | 14:15       | 19:15       | Rio de Janeiro | Australië      | 87–66     | Frankrijk        |          |
| 8 augustus   | 14:15       | 19:15       | Rio de Janeiro | Servië         | 80–95     | Australië        |          |
| 10 augustus  | 19:00       | 00:00       | Rio de Janeiro | Australië      | 88–98     | Verenigde Staten |          |
| 12 augustus  | 14:15       | 19:15       | Rio de Janeiro | China          | 68–93     | Australië        |          |
| 14 augustus  | 19:00       | 00:00       | Rio de Janeiro | Australië      | 81–56     | Venezuela        |          |
| Kwartfinale  | 17 augustus | 11:00       | 16:00          | Rio de Janeiro | Australië | 90–64            | Litouwen |
| Halve finale | 20 augustus | 19:00       | 00:00          | Rio de Janeiro | Australië | 61–87            | Servië   |
| Troostfinale | 21 augustus | 11:30       | 16:30          | Rio de Janeiro | Australië | 88–89            | Spanje   |

#### Vrouwen
| Olympiër | Onderdeel | Resultaat | Prestatie |
| --- | --------- | --------- | --- |
| Natalie Burton Elizabeth Cambage Katie Rae Ebzery Cayla George Laura Hodges Rachel Jarry Tessa Lavey Leilani Mitchell Erin Phillips Stephanie Talbot Penny Taylor Marianna Tolo | vrouwen   | 5e        | Groep A: 1e W van Brazilië: 84–66 W van Turkije: 61–56 W van Frankrijk: 89–71 W van Japan: 92–86 W van Wit-Rusland: 74–66 kwartfinale: V van Servië: 71–73 |

| Groep A |             |             |             |             |            |            |            |        |
| #       | Land        | Wedstrijden | Wedstrijden | Wedstrijden | Doelpunten | Doelpunten | Doelpunten | Punten |
| #       | Land        | G           | W           | V           | V          | T          | Saldo      | Punten |
| 1       | Australië   | 5           | 5           | 0           | 400        | 345        | +55        | 10     |
| 2       | Frankrijk   | 5           | 3           | 2           | 344        | 343        | +1         | 8      |
| 3       | Turkije     | 5           | 3           | 2           | 324        | 325        | –1         | 8      |
| 4       | Japan       | 5           | 3           | 2           | 386        | 378        | +8         | 8      |
| 5       | Wit-Rusland | 5           | 1           | 4           | 347        | 361        | –14        | 6      |
| 6       | Brazilië    | 5           | 0           | 5           | 335        | 384        | –49        | 5      |

| Ronde       | Datum       | Lokale tijd | MEZT           | Plaats         | Land      | Score       | Land   |
| ----------- | ----------- | ----------- | -------------- | -------------- | --------- | ----------- | ------ |
| Groepsfase  |             |             |                |                |           |             |        |
| 6 augustus  | 17:30       | 22:30       | Rio de Janeiro | Brazilië       | 66–84     | Australië   |        |
| 7 augustus  | 17:30       | 22:30       | Rio de Janeiro | Australië      | 61–56     | Turkije     |        |
| 9 augustus  | 12:15       | 17:15       | Rio de Janeiro | Australië      | 89–71     | Frankrijk   |        |
| 11 augustus | 17:45       | 22:45       | Rio de Janeiro | Japan          | 86–92     | Australië   |        |
| 13 augustus | 12:15       | 17:15       | Rio de Janeiro | Australië      | 74–66     | Wit-Rusland |        |
| Kwartfinale | 16 augustus | 11:00       | 16:00          | Rio de Janeiro | Australië | 71–73       | Servië |

### Boksen
| Olympiër            | Discipline | Resultaat | Prestatie                                                              |
| ------------------- | ---------- | --------- | ---------------------------------------------------------------------- |
| Daniel Jason Lewis  | –75kg (m)  | 9e        | 1e ronde: W van POL Jabłoński: 2-1 2e ronde: V van UZB Melikuziev: 0-3 |
| Jason Eric Whateley | –91kg (m)  | 17e       | 1e ronde: V van BRA Nogueria: 0-3                                      |
|                     |            |           |                                                                        |
| Shelley Marie Watts | –51kg (v)  | 9e        | 1e ronde: V van ITA Testa: 1-2                                         |

### Boogschieten
| Olympiër                           | Discipline      | Resultaat | Prestatie |
| ---------------------------------- | --------------- | --------- | --- |
| Alec Potts                         | individueel (m) | 33e       | plaatsingsronde: 20e met 666 punten 1e ronde: V van BRA Oliveira: 6-4                                                                                                  |
| Ryan Tyack                         | individueel (m) | 33e       | plaatsingsronde: 23e met 665 punten 1e ronde: V van BEL Raemaekers: 2-6                                                                                                |
| Taylor Worth                       | individueel (m) | 5e        | plaatsingsronde: 14e met 674 punten 1e ronde: W van EGY El-Nemr: 6-0 2e ronde: W van VEN Malavé: 6-4 3e ronde: W van ESP Fernández: 7-3 kwartfinale: V van KOR Ku: 5-6 |
| Alec Potts Ryan Tyack Taylor Worth | team (m)        | Brons     | plaatsingsronde: 4e met 2005 punten kwartfinale: W van Frankrijk: 5-3 halve finale: V van Zuid-Korea: 0-6 bronzen finale: W van China: 6-2                             |
|                                    |                 |           | |
| Alice Ingley                       | individueel (v) | 17e       | plaatsingsronde: 58e met 593 punten 1e ronde: W van ITA Boari: 7-1 2e ronde: V van BRA dos Santos: 0-6                                                                 |

### Gewichtheffen
| Olympiër         | Discipline | Resultaat | Prestatie                                                  |
| ---------------- | ---------- | --------- | ---------------------------------------------------------- |
| Simplice Ribouem | –94kg (m)  | 13e       | trekken: 12e met 155kg stoten: 13e met 185kg totaal: 340kg |
|                  |            |           |                                                            |
| Tia-Clair Toomey | –58kg (v)  | 14e       | trekken: 15e met 82kg stoten: 13e met 107kg totaal: 189kg  |

### Golf
| Olympiër      | Discipline | Resultaat | Prestatie                                                        |
| ------------- | ---------- | --------- | ---------------------------------------------------------------- |
| Marcus Fraser | mannen     | 5e        | Ronde 1: 63 Ronde 2: 69 Ronde 3: 72 Ronde 4: 72 Totaal: 276 (-8) |
| Scott Hend    | mannen     | 39e       | Ronde 1: 74 Ronde 2: 69 Ronde 3: 71 Ronde 4: 71 Totaal: 285 (+1) |
|               |            |           |                                                                  |
| Minjee Lee    | vrouwen    | 7e        | Ronde 1: 69 Ronde 2: 67 Ronde 3: 73 Ronde 4: 67 Totaal: 276 (-8) |
| Su-Hyun Oh    | vrouwen    | 13e       | Ronde 1: 71 Ronde 2: 72 Ronde 3: 66 Ronde 4: 70 Totaal: 279 (-5) |

### Gymnastiek

#### Ritmisch
| Olympiër        | Discipline      | Resultaat | Prestatie |
| --------------- | --------------- | --------- | --- |
| Danielle Prince | individueel (v) | 25e       | kwalificatie: bal: 25e met 15,250 punten hoepel: 25e met 14,500 punten knotsen: 24e met 15,716 punten lint: 25e met 15,550 punten totaal: 61,016 punten |

#### Trampoline
| Olympiër     | Discipline     | Resultaat | Prestatie                            |
| ------------ | -------------- | --------- | ------------------------------------ |
| Blake Gaudry | trampoline (m) | 13e       | kwalificatie: 13e met 105,450 punten |

#### Turnen
| Olympiër        | Discipline        | Resultaat | Prestatie                           |
| --------------- | ----------------- | --------- | ----------------------------------- |
| Larrissa Miller | brug ongelijk (v) | 30e       | kwalificatie: 30e met 14,533 punten |
| Larrissa Miller | vloer (v)         | 67e       | kwalificatie: 67e met 12,733 punten |

### Hockey

#### Mannen
| Olympiër | Onderdeel | Resultaat | Prestatie |
| --- | --------- | --------- | --- |
| Daniel Beale Andrew Charter Chris Ciriello Matthew Dawson Tim Deavin Jamie Dwyer Matt Gohdes Blake Govers Fergus Kavanagh Mark Knowles Edward Ockenden Simon Orchard Matthew Swann Glenn Turner Jacob Whetton Aran Zalewski | mannen    | 6e        | Groep A: 4e W van Nieuw-Zeeland: 2–1 V van Spanje: 0–1 V van België: 0–1 W van Groot-Brittannië: 2–1 W van Brazilië: 9–0 kwartfinale: V van Nederland: 0–4 |

| Groep A |                  |             |             |             |             |            |            |            |        |
| #       | Land             | Wedstrijden | Wedstrijden | Wedstrijden | Wedstrijden | Doelpunten | Doelpunten | Doelpunten | Punten |
| #       | Land             | G           | W           | G           | V           | V          | T          | Saldo      | Punten |
| 1       | België           | 5           | 4           | 0           | 1           | 21         | 5          | +16        | 12     |
| 2       | Spanje           | 5           | 3           | 1           | 1           | 13         | 6          | +7         | 10     |
| 3       | Australië        | 5           | 3           | 0           | 2           | 13         | 4          | +9         | 9      |
| 4       | Nieuw-Zeeland    | 5           | 2           | 1           | 2           | 17         | 8          | +9         | 7      |
| 5       | Groot-Brittannië | 5           | 1           | 2           | 2           | 14         | 10         | +4         | 5      |
| 6       | Brazilië         | 5           | 0           | 0           | 5           | 1          | 46         | –45        | 0      |

| Ronde       | Datum | Lokale tijd | MEZT           | Plaats           | Land | Score         | Land |
| ----------- | ----- | ----------- | -------------- | ---------------- | ---- | ------------- | ---- |
| Groepsfase  |       |             |                |                  |      |               |      |
| 6 augustus  | 13:30 | 18:30       | Rio de Janeiro | Australië        | 2–1  | Nieuw-Zeeland |      |
| 7 augustus  | 20:30 | 01:30       | Rio de Janeiro | Australië        | 0–1  | Spanje        |      |
| 9 augustus  | 20:30 | 01:30       | Rio de Janeiro | België           | 1–0  | Australië     |      |
| 10 augustus | 20:30 | 01:30       | Rio de Janeiro | Groot-Brittannië | 1–2  | Australië     |      |
| 12 augustus | 20:30 | 01:30       | Rio de Janeiro | Australië        | 9–0  | Brazilië      |      |
| Kwartfinale |       |             |                |                  |      |               |      |
| 14 augustus | 18:00 | 23:00       | Rio de Janeiro | Nederland        | 4–0  | Australië     |      |

#### Vrouwen
| Olympiër | Onderdeel | Resultaat | Prestatie |
| --- | --------- | --------- | --- |
| Madonna Blyth Edwina Bone Jane Claxton Kirstin Dwyer Jodie Kenny Rachael Lynch Karri McMahon Georgina Morgan Gabrielle Nance Georgina Parker Brooke Peris Casey Sablowski Katheryn Slattery Emily Smith Grace Stewart Mariah Williams | vrouwen   | 6e        | Groep B: 3e V van Groot-Brittannië: 1–2 V van Verenigde Staten: 1–2 W van India: 6–1 W van Argentinië: 1–0 W van Japan: 2–0 kwartfinale: V van Nieuw-Zeeland: 2–4 |

| Groep B |                  |             |             |             |             |            |            |            |        |
| #       | Land             | Wedstrijden | Wedstrijden | Wedstrijden | Wedstrijden | Doelpunten | Doelpunten | Doelpunten | Punten |
| #       | Land             | G           | W           | G           | V           | V          | T          | Saldo      | Punten |
| 1       | Groot-Brittannië | 5           | 5           | 0           | 0           | 12         | 4          | +8         | 15     |
| 2       | Verenigde Staten | 5           | 4           | 0           | 1           | 14         | 5          | +9         | 12     |
| 3       | Australië        | 5           | 3           | 0           | 2           | 11         | 5          | +6         | 9      |
| 4       | Argentinië       | 5           | 2           | 0           | 3           | 12         | 6          | +6         | 6      |
| 5       | Japan            | 5           | 0           | 1           | 4           | 3          | 16         | –13        | 1      |
| 6       | India            | 5           | 0           | 1           | 4           | 3          | 19         | –16        | 1      |

| Ronde       | Datum       | Lokale tijd | MEZT           | Plaats           | Land          | Score            | Land      |
| ----------- | ----------- | ----------- | -------------- | ---------------- | ------------- | ---------------- | --------- |
| Groepsfase  |             |             |                |                  |               |                  |           |
| 6 augustus  | 20:30       | 01:30       | Rio de Janeiro | Groot-Brittannië | 2–1           | Australië        |           |
| 8 augustus  | 10:00       | 15:00       | Rio de Janeiro | Australië        | 1–2           | Groot-Brittannië |           |
| 10 augustus | 11:00       | 16:00       | Rio de Janeiro | India            | 1–6           | Australië        |           |
| 11 augustus | 18:00       | 23:00       | Rio de Janeiro | Australië        | 1–0           | Argentinië       |           |
| 13 augustus | 19:30       | 00:30       | Rio de Janeiro | Australië        | 2–0           | Japan            |           |
| Kwartfinale | 15 augustus | 15:00       | 20:00          | Rio de Janeiro   | Nieuw-Zeeland | 4–2              | Australië |

### Judo
| Olympiër          | Discipline | Resultaat | Prestatie                                                                         |
| ----------------- | ---------- | --------- | --------------------------------------------------------------------------------- |
| Joshua Katz       | –60kg (m)  | 17e       | 1e ronde: vrij 2e ronde: V van UZB Urozboev: waza-ari                             |
| Nathan Katz       | –66kg (m)  | 17e       | 1e ronde: vrij 2e ronde: V van MAR Bassou: yuko                                   |
| Jake Bensted      | –73kg (m)  | 9e        | 1e ronde: vrij 2e ronde: W van TAN Mlugu: ippon 3e ronde: V van AZE Orujov: ippon |
| Eoin Coughlan     | –81kg (m)  | 17e       | 1e ronde: vrij 2e ronde: V van KOR Lee: ippon                                     |
|                   |            |           |                                                                                   |
| Chloe Rayner      | –48kg (v)  | 17e       | 1e ronde: V van FRA Payet: ippon                                                  |
| Katharina Haecker | –63kg (v)  | 9e        | 1e ronde: W van AND Sallés: ippon 2e ronde: V van JPN Tashiro: ippon              |
| Miranda Giambelli | –78kg (v)  | 9e        | 1e ronde: vrij 2e ronde: V van BRA Aguiar: ippon                                  |

### Kanovaren

#### Slalom
| Olympiër       | Discipline | Resultaat | Prestatie                                                              |
| -------------- | ---------- | --------- | ---------------------------------------------------------------------- |
| Ian Borrows    | C-1 (m)    | 11e       | voorronde: 9e in 97,40 halve finale: 11e in 101,32                     |
| Lucien Delfour | K-1 (m)    | 17e       | voorronde: 17e in 94,30                                                |
|                |            |           |                                                                        |
| Jessica Fox    | K-1 (v)    | Brons     | voorronde: 2e in 99,51 halve finale: 5e in 104,50 finale: 3e in 102,49 |

#### Vlakwater
| Olympiër                                             | Discipline    | Resultaat | Prestatie                                                                       |
| ---------------------------------------------------- | ------------- | --------- | ------------------------------------------------------------------------------- |
| Ferenc Szekszárdi                                    | C-1 200m (m)  | 23e       | serie 4: 6e in 44,292                                                           |
| Martin Marinov                                       | C-1 1000m (m) | 15e       | serie 1: 6e in 4.33,166 halve finale 1: 7e in 4.24,723 finale B: 7e in 4.15,524 |
| Martin Marinov Ferenc Szekszárdi                     | C-2 1000m (m) | 10e       | serie 1: 4e in 4.07,372 halve finale 2: 5e in 4.13,754 finale B: 2e in 4.10,238 |
| Stephen Bird                                         | K-1 200m (m)  | 8e        | serie 3: 2e in 34,650 halve finale 2: 2e in 34,584 finale: 8e in 36,426         |
| Murray Stewart                                       | K-1 1000m (m) | 4e        | serie 2: 2e in 3.36,210 halve finale 1: 1e in 3.32,602 finale: 4e in 3.33,741   |
| Daniel Bowker Jordan Wood                            | K-2 200m (m)  | 11e       | serie 1: 6e in 34,246 halve finale 2: 6e in 34,845 finale B: 3e in 35,334       |
| Lachlan Tame Ken Wallace                             | K-2 1000m (m) | Brons     | serie 2: 2e in 3.23,019 halve finale 1: 3e in 3.16,635 finale: 3e in 3.12,593   |
| Jacob Clear Riley Fizsimmons Ken Wallace Jordan Wood | K-4 1000m (m) | 4e        | serie 1: 3e in 2.55,66 halve finale 1: 1e in 2.58,222 finale: 4e in 3.06,731    |
|                                                      |               |           |                                                                                 |
| Naomi Flood                                          | K-1 500m (v)  | 18e       | serie 4: 6e in 1.54,150 halve finale 2: 6e in 2.01,910                          |
| Alyssa Bull Alyce Burnett                            | K-2 500m (v)  | 8e        | serie 1: 7e in 1.46,933 halve finale 1: 3e in 1.44,290 finale: 8e in 1.51,915   |

### Moderne vijfkamp
| Olympiër       | Discipline | Resultaat | Prestatie |
| -------------- | ---------- | --------- | --- |
| Max Esposito   | mannen     | 7e        | zwemmen: 4e in 1.59,71 (341 punten) schermen: 29e met 185 punten paardrijden: 3e met 300 punten schieten & lopen: 4e in 11.04,99 (636 punten) totaal: 1462 punten       |
|                |            |           | |
| Chloe Esposito | vrouwen    | Goud      | zwemmen: 7e in 2.12,38 (303 punten) schermen: 13e met 215 punten paardrijden: 19e met 291 punten schieten & lopen: 2e in 12.10,19 (570 punten) totaal: 1372 punten (OR) |

### Paardensport

#### Dressuur
| Olympiër | Discipline  | Resultaat | Prestatie                 |
| --- | ----------- | --------- | ------------------------- |
| Mary Hanna op Boogie Woogie 6                                                                                      | individueel | 39e       | Grand Prix: 69,643 punten |
| Suzanne Hearn op Remmington                                                                                        | individueel | 54e       | Grand Prix: 65,343 punten |
| Kristy Oatley op Du Soleil                                                                                         | individueel | 42e       | Grand Prix: 68,900 punten |
| Lyndal Oatley op Sandro Boy 9                                                                                      | individueel | 36e       | Grand Prix: 70,186 punten |
| Mary Hanna op Boogie Woogie 6 Suzanne Hearn op Remmington Kristy Oatley op Du Soleil Lyndal Oatley op Sandro Boy 9 | team        | 9e        | Grand Prix: 69,576 punten |

#### Eventing
| Olympiër | Discipline  | Resultaat | Prestatie |
| --- | ----------- | --------- | --- |
| Christopher Burton op Santano II                                                                                         | individueel | 5e        | dressuur: 2e met 37,60 strafpunten crosscountry: 1e met 0 strafpunten springconcours: 3e met 8 strafpunten springconcours 2: 16e met 8 strafpunten totaal: 53,60 strafpunten        |
| Sam Griffiths op Paulank Brockagh                                                                                        | individueel | 4e        | dressuur: 22e met 46,30 strafpunten crosscountry: 9e met 6,80 strafpunten springconcours: 1e met 0 strafpunten springconcours 2: 1e met 0 strafpunten totaal: 53,10 strafpunten     |
| Shane Rose op CP Qualified                                                                                               | individueel | DNF       | dressuur: 13e met 42,50 strafpunten |
| Stuart Tinney op Pluto Mio                                                                                               | individueel | 22e       | dressuur: 58e met 56,80 strafpunten crosscountry: 14e met 2,80 strafpunten springconcours: 21e met 17 strafpunten springconcours 2: 16e met 8 strafpunten totaal: 84,60 strafpunten |
| Christopher Burton op Santano II Sam Griffiths op Paulank Brockagh Shane Rose op CP Qualified Stuart Tinney op Pluto Mio | team        | Brons     | dressuur: 3e met 126,40 strafpunten crosscountry: 1e met 9,60 strafpunten springconcours: 3e met 25 strafpunten totaal: 175,30 strafpunten                                          |

#### Springconcours
| Olympiër | Discipline  | Resultaat | Prestatie |
| --- | ----------- | --------- | --- |
| Scott Keach op Fedor | individueel | 58e       | kwalificatie: 1e ronde: 27e met 4 strafpunten 2e ronde: uitgeschakeld |
| James Paterson-Robinson op Amarillo                                                                                          | individueel | 53e       | kwalificatie: 1e ronde: 53e met 8 strafpunten 2e ronde: 53e met 9 strafpunten |
| Edwina Tops-Alexander op Lintea Tequila                                                                                      | individueel | 9e        | kwalificatie: 1e ronde: 1e met 0 strafpunten 2e ronde: 26e met 5 strafpunten 3e ronde: 23e met 4 strafpunten finale: 1e ronde: 1e met 0 strafpunten 2e ronde: 14e met 4 strafpunten |
| Matt Williams op Valinski S                                                                                                  | individueel | 28e       | kwalificatie: 1e ronde: 53e met 8 strafpunten 2e ronde: 1e met 0 strafpunten 3e ronde: 36e met 6 strafpunten finale: 28e met 8 strafpunten                                          |
| Scott Keach op Fedor James Paterson-Robinson op Amarillo Edwina Tops-Alexander op Lintea Tequila Matt Williams op Valinski S | team        | 13e       | kwalificatie: 12e met 12 strafpunten |

### Roeien
| Olympiër | Discipline      | Resultaat | Prestatie                                                                                                 |
| --- | --------------- | --------- | --- |
| Rhys Grant | skiff (m)       | 9e        | serie 5: 2e in 7.28,83 kwartfinale 1: 2e in 6.55,14 halve finale 2: 5e in 7.14,68 finale B: 3e in 6.51,90 |
| Christopher Morgan David Watts | dubbel-twee (m) | 7e        | serie 3: 3e in 6.36,39 halve finale 1: 5e in 6.19,36 finale B: 1e in 6.58,11                              |
| Alexander Lloyd Spencer Turrin | twee-zonder (m) | 6e        | serie 1: 1e in 6.40,79 (1e) halve finale 1: 2e in 6.25,25 finale: 6e in 7.11,60                           |
| Alexander Belonogoff Karsten Forsterling Cameron Girdlestone James McRae                                                                                | dubbel-vier (m) | Zilver    | serie 2: 1e in 5.50,98 finale: 2e in 6.07,96                                                              |
| Joshua Booth Josh Dunkley-Smith Alexander Hill William Lockwood                                                                                         | vier-zonder (m) | Zilver    | serie 1: 1e in 5.54,84 halve finale 1: 1e in 6.11,82 finale: 2e in 6.00,44                                |
| |                 |           | |
| Kim Brennan VS | skiff (v)       | Goud      | serie 1: 3e in 8.22,82 kwartfinale 4: 1e in 7.26,86 halve finale 1: 1e in 7.47,88 finale: 1e in 7.21,54   |
| Genevieve Horton Sally Kehoe | dubbel-twee (v) | 9e        | serie 3: 2e in 7.17,34 halve finale 2: 4e in 6.55,37 finale B: 3e in 7.42,30                              |
| Jennifer Cleary Madeleine Edmunds Jessica Hall Kerry Hore                                                                                               | dubbel-vier (v) | 7e        | serie 1: 2e in 6.37,43 herkansingen: 5e in 6.28,60                                                        |
| Fiona Albert Olympia Aldersey Molly Goodman Alexandra Hagan Jessica Morrison Lucy Stephan Charlotte Sutherland Meaghan Volker Sara Banting (stuurvrouw) | acht (v)        | 7e        | serie 1: 4e in 6.22,68 herkansingen: 5e in 6.40,45                                                        |

### Rugby

#### Mannen
| Olympiër | Discipline | Resultaat | Prestatie |
| --- | ---------- | --------- | --- |
| Cameron Clark Tom Cusack Allan Fa'alava'au Con Foley Lewis Holland Henry Hutchison Ed Jenkins Tom Kingston Nick Malouf Pat McCutcheon Jesse Parahi John Porch James Stannard | mannen     | 8e        | Groep B: 3e V van Frankrijk: 14–31 W van Spanje: 26–12 W van Zuid-Afrika: 12–5 kwartfinale: V van Zuid-Afrika: 22–5 5-8e plaats: V van Argentinië: 21–26 7-8e plaats: V van Frankrijk: 10–12 |

| Groep B |             |             |             |             |             |        |        |        |        |
| #       | Land        | Wedstrijden | Wedstrijden | Wedstrijden | Wedstrijden | Punten | Punten | Punten | Punten |
| #       | Land        | G           | W           | G           | V           | V      | T      | Saldo  | Punten |
| 1       | Zuid-Afrika | 3           | 2           | 0           | 1           | 55     | 12     | +43    | 7      |
| 2       | Frankrijk   | 3           | 2           | 0           | 1           | 57     | 45     | +12    | 7      |
| 3       | Australië   | 3           | 2           | 0           | 1           | 52     | 48     | +4     | 7      |
| 4       | Spanje      | 3           | 0           | 0           | 3           | 17     | 76     | –59    | 3      |

| Ronde       | Datum       | Lokale tijd | MEZT           | Plaats         | Land      | Score     | Land      |
| ----------- | ----------- | ----------- | -------------- | -------------- | --------- | --------- | --------- |
| Groepsfase  |             |             |                |                |           |           |           |
| 9 augustus  | 11:00       | 16:00       | Rio de Janeiro | Australië      | 14–31     | Frankrijk |           |
| 9 augustus  | 16:00       | 21:00       | Rio de Janeiro | Australië      | 26–12     | Spanje    |           |
| 10 augustus | 11:30       | 16:30       | Rio de Janeiro | Zuid-Afrika    | 5–12      | Australië |           |
| Kwartfinale |             |             |                |                |           |           |           |
| 10 augustus | 18:30       | 23:30       | Rio de Janeiro | Zuid-Afrika    | 22–5      | Australië |           |
| 5-8e plaats |             |             |                |                |           |           |           |
| 11 augustus | 14:00       | 19:00       | Rio de Janeiro | Argentinië     | 26–21     | Australië |           |
| 7-8e plaats | 11 augustus | 22:30       | 3:30           | Rio de Janeiro | Frankrijk | 12–10     | Australië |

#### Vrouwen
| Olympiër | Discipline | Resultaat | Prestatie |
| --- | ---------- | --------- | --- |
| Nicole Beck Charlotte Caslick Emilee Cherry Chloe Dalton Gemma Etheridge Ellia Green Shannon Parry Evania Pelite Alicia Quirk Emma Tonegato Amy Turner Sharni Williams | vrouwen    | Goud      | Groep A: 1e W van Colombia: 83–0 W van Finland: 36-0 G tegen de Verenigde Staten: 12–12 kwartfinale: W van Spanje: 24–0 halve finale: W van Canada: 17–5 finale: W van Nieuw-Zeeland: 24–17 |

| Groep A |                  |             |             |             |             |        |        |        |        |
| #       | Land             | Wedstrijden | Wedstrijden | Wedstrijden | Wedstrijden | Punten | Punten | Punten | Punten |
| #       | Land             | G           | W           | G           | V           | V      | T      | Saldo  | Punten |
| 1       | Australië        | 3           | 2           | 1           | 0           | 101    | 12     | +89    | 8      |
| 2       | Fiji             | 3           | 2           | 0           | 1           | 48     | 43     | +5     | 7      |
| 3       | Verenigde Staten | 3           | 1           | 1           | 1           | 67     | 24     | +43    | 6      |
| 4       | Colombia         | 3           | 0           | 0           | 3           | 0      | 137    | –137   | 3      |

| Ronde        | Datum | Lokale tijd | MEZT           | Plaats    | Land  | Score            | Land |
| ------------ | ----- | ----------- | -------------- | --------- | ----- | ---------------- | ---- |
| Groepsfase   |       |             |                |           |       |                  |      |
| 6 augustus   | 13:30 | 18:30       | Rio de Janeiro | Australië | 83–0  | Colombia         |      |
| 6 augustus   | 18:30 | 23:30       | Rio de Janeiro | Australië | 36–0  | Fiji             |      |
| 7 augustus   | 13:30 | 18:30       | Rio de Janeiro | Australië | 12–12 | Verenigde Staten |      |
| Kwartfinale  |       |             |                |           |       |                  |      |
| 7 augustus   | 17:00 | 22:00       | Rio de Janeiro | Australië | 24–0  | Spanje           |      |
| Halve finale |       |             |                |           |       |                  |      |
| 8 augustus   | 14:30 | 19:30       | Rio de Janeiro | Australië | 17–5  | Canada           |      |
| Finale       |       |             |                |           |       |                  |      |
| 8 augustus   | 19:00 | 00:00       | Rio de Janeiro | Australië | 24–17 | Nieuw-Zeeland    |      |

### Schietsport
| Olympiër            | Discipline                               | Resultaat | Prestatie                                                                                         |
| ------------------- | ---------------------------------------- | --------- | ------------------------------------------------------------------------------------------------- |
| Blake Blackburn     | 10m luchtpistool (m)                     | 36e       | kwalificatie: 36e met 570 punten (91-97-95-96-96-95)                                              |
| Daniel Repacholi    | 10m luchtpistool (m)                     | 44e       | kwalificatie: 44e met 565 punten (91-97-97-95-96-89)                                              |
| David Chapman       | 25m snelvuurpistool (m)                  | 26e       | kwalificatie: 26e met 551 punten (98-95-76-95-96-91)                                              |
| Daniel Repacholi    | 50m pistool (m)                          | 28e       | kwalificatie: 28e met 545 punten (90-91-92-94-89-89)                                              |
| William Godward     | 50m kleinkalibergeweer (3 houdingen) (m) | 39e       | kwalificatie: 39e met 1156 punten (384-392-380)                                                   |
| Dane Sampson        | 50m kleinkalibergeweer (3 houdingen) (m) | 20e       | kwalificatie: 20e met 1169 punten (388-396-385)                                                   |
| Warren Potent       | 50m kleinkalibergeweer (liggend) (m)     | 35e       | kwalificatie: 35e met 620 punten (104,5-103,4-104,2-104,1-104,1-99,7)                             |
| Dane Sampson        | 50m kleinkalibergeweer (liggend) (m)     | 31e       | kwalificatie: 31e met 620,6 punten (103,3-102,3-103,3-103,9-104-103,8)                            |
| Jack Rossiter       | 10m luchtgeweer (m)                      | 46e       | kwalificatie: 46e met 612,4 punten (100,2-99,9-103,1-102,4-103,8-103)                             |
| Dane Sampson        | 10m luchtgeweer (m)                      | 37e       | kwalificatie: 37e met 619,3 punten (101,2-103,9-103,4-103,1-104,2-103,5)                          |
| Paul Adams          | Skeet (m)                                | 19e       | kwalificatie: 19e met 118 punten (24-24-24-23-23)                                                 |
| Keith Ferguson      | Skeet (m)                                | 10e       | kwalificatie: 10e met 120 punten (24-25-23-23-25)                                                 |
| Mitchell Iles       | Trap (m)                                 | 26e       | kwalificatie: 26e met 110 punten (20-23-22-22-23)                                                 |
| Adam Vella          | Trap (m)                                 | 12e       | kwalificatie: 12e met 115 punten (24-22-23-21-25)                                                 |
| James Willett       | Dubbeltrap (m)                           | 5e        | kwalificatie: 2e met 140 punten (OR) (30-24-30-29-27) halve finale: 5e met 26 punten              |
|                     |                                          |           |                                                                                                   |
| Elena Galiabovitch  | 10m luchtpistool (v)                     | 43e       | kwalificatie: 43e met 369 punten (91-93-90-95)                                                    |
| Lalita Yauhleuskaya | 10m luchtpistool (v)                     | 24e       | kwalificatie: 24e met 379 punten (97-93-95-94)                                                    |
| Elena Galiabovitch  | 25m pistool (v)                          | 31e       | kwalificatie: 31e met 569 punten (93-95-97-98-94-92)                                              |
| Lalita Yauhleuskaya | 25m pistool (v)                          | 14e       | kwalificatie: 14e met 578 punten (99-97-94-94-97-97)                                              |
| Jennifer Hens       | 10m luchtgeweer (v)                      | 39e       | kwalificatie: 39e met 410,1 punten (104,4-103,5-102,3-99,9)                                       |
| Aislin Jones        | Skeet (v)                                | 17e       | kwalificatie: 17e met 63 punten (21-20-22)                                                        |
| Laetisha Scanlan    | Trap (v)                                 | 5e        | kwalificatie: 1e met 70 punten (22-25-23) halve finale: 5e met 10 punten                          |
| Catherine Skinner   | Trap (v)                                 | Goud      | kwalificatie: 6e met 67 punten (22-21-24) halve finale: 1e met 14 punten finale: 1e met 12 punten |

### Schoonspringen
| Olympiër                       | Discipline             | Resultaat | Prestatie                                                                                          |
| ------------------------------ | ---------------------- | --------- | -------------------------------------------------------------------------------------------------- |
| Kevin Chavez Banda             | 3m plank (m)           | 26e       | voorronde: 26e met 356,55 punten                                                                   |
| Grant Nel                      | 3m plank (m)           | 15e       | voorronde: 16e met 395,05 punten halve finale: 15e met 368,35 punten                               |
| Domonic Bedggood               | 10m toren (m)          | 12e       | voorronde: 17e met 413,85 punten halve finale: 11e met 454,95 punten finale: 12e met 403,80 punten |
| James Connor                   | 10m toren (m)          | 15e       | voorronde: 9e met 457,05 punten halve finale: 15e met 419,10 punten                                |
|                                |                        |           | |
| Maddison Keeney                | 3m plank (v)           | 5e        | voorronde: 9e met 323,35 punten halve finale: 4e met 326,35 punten finale: 5e met 349,65 punten    |
| Esther Qin                     | 3m plank (v)           | 6e        | voorronde: 5e met 347,25 punten halve finale: 10e met 315,65 punten finale: 6e met 344,10 punten   |
| Brittany O'Brien               | 10m toren (v)          | 15e       | voorronde: 17e met 290,30 punten halve finale: 15e met 300,05 punten                               |
| Melissa Wu                     | 10m toren (v)          | 5e        | voorronde: 4e met 342,80 punten halve finale: 4e met 346,00 punten finale: 5e met 368,30 punten    |
| Maddison Keeney Anabelle Smith | 3m plank synchroon (v) | Brons     | 299,19 punten                                                                                      |

### Synchroonzwemmen
| Olympiër | Discipline | Resultaat | Prestatie                    |
| --- | ---------- | --------- | ---------------------------- |
| Nikita Pablo Rose Stackpole | duet       | 24e       | kwalificatie: 74,7667 punten |
| Hannah Cross Bianca Hammett Danielle Kettlewell Nikita Pablo Emily Rogers Cristina Sheehan Rose Stackpole Amie Thompson Deborah Tsai | team       | 8e        | finale: 149,5000 punten      |

### Taekwondo
| Olympiër        | Discipline | Resultaat | Prestatie                                                                                            |
| --------------- | ---------- | --------- | --- |
| Safwan Khalil   | –58kg (m)  | 7e        | 1e ronde: W van BEL Ketbi: 8-1 kwartfinale: V van THA Hanprab: 9-11 herkansingen: V van KOR Kim: 1-4 |
| Hayder Shkara   | –80kg (m)  | 7e        | 1e ronde: V van GBR Muhammad: 0-14 herkansingen: V van USA López                                     |
|                 |            |           | |
| Caroline Marton | –57kg (v)  | 11e       | 1e ronde: V van SWE Glasnović: 0-4                                                                   |
| Carmen Marton   | –67kg (v)  | 11e       | 1e ronde: V van TUR Tatar: 1-11                                                                      |

### Tafeltennis
| Olympiër                                 | Discipline    | Resultaat | Prestatie |
| ---------------------------------------- | ------------- | --------- | --- |
| David Powell                             | enkelspel (m) | 65e       | voorronde: V van PAR Aguirre: 0-4 (11-13, 7-11, 12-14, 9-11) |
| Chris Yan                                | enkelspel (m) | 64e       | voorronde: V van SRB Karakašević: 2-4 (8-11, 12-10, 8-11, 9-11, 12-10, 3-11) |
| Hu Heiming David Powell Chris Yan        | team (m)      | 9e        | 1e ronde: V van Hongkong: 0-3 |
|                                          |               |           | |
| Jian Fang Lay                            | enkelspel (v) | 17e       | voorronde: vrij 1e ronde: W van RUS Dolgikh: 4-3 (11-6, 11-7, 8-11, 6-11, 12-10, 8-11, 11-5) 2e ronde: W van AUT Polcanova: 4-2 (11-8, 11-7, 11-4, 6-11, 10-12, 11-7) 3e ronde: V van SIN Mengyu: 0-4 (9-11, 9-11, 6-11, 10-12) |
| Melissa Tapper                           | enkelspel (v) | 65e       | voorronde: V van BRA Kumahara: 2-4 (4-11, 11-8, 5-11, 6-11, 11-9, 8-11) |
| Lay Jian Fang Melissa Tapper Sally Zhang | team (v)      | 9e        | 1e ronde: V van Noord-Korea: 0-3 |

### Tennis
| Olympiër                            | Discipline     | Resultaat | Prestatie |
| ----------------------------------- | -------------- | --------- | --- |
| Thanasi Kokkinakis                  | enkelspel (m)  | 33e       | 1e ronde: V van POR Elias: 6-7(4), 6-7(3)                                                                           |
| John Millman                        | enkelspel (m)  | 17e       | 1e ronde: W van LTU Berankis: 6-0, 6-0 2e ronde: V van JPN Nishikori: 6-7(4), 4-6                                   |
| Sam Groth                           | enkelspel (m)  | 33e       | 1e ronde: V van BEL Goffin: 4-6, 2-6                                                                                |
| Jordan Thompson                     | enkelspel (m)  | 33e       | 1e ronde: V van GBR Edmund: 4-6, 2-6                                                                                |
| Chris Guccione John Peers           | dubbelspel (m) | 17e       | 1e ronde: V van ARG del Potro / González: 4-6, 5-7                                                                  |
|                                     |                |           | |
| Darja Gavrilova                     | enkelspel (v)  | 33e       | 1e ronde: V van USA S Williams: 4-6, 2-6                                                                            |
| Samantha Stosur                     | enkelspel (v)  | 9e        | 1e ronde: W van LAT Ostapenko: 1-6, 6-3, 6-2 2e ronde: W van JPN Doi: 6-3, 6-4 3e ronde: V van GER Kerber: 0-6, 5-7 |
| Darja Gavrilova Samantha Stosur     | dubbelspel (v) | 17e       | 1e ronde: V van SUI Bacsinszky / Hingis: 4-6, 6-4, 2-6                                                              |
| Anastasia Rodionova Arina Rodionova | dubbelspel (v) | 17e       | 1e ronde: V van RUS Makarova / Vesnina: 1-6, 2-6                                                                    |
|                                     |                |           | |
| John Peers Samantha Stosur          | dubbelspel (g) | 9e        | 1e ronde: V van IND Mirza / Bopanna: 5-7, 4-6                                                                       |

### Triatlon
| Olympiër        | Discipline | Resultaat | Prestatie |
| --------------- | ---------- | --------- | --------- |
| Ryan Bailie     | mannen     | 10e       | 1:47.02   |
| Ryan Fisher     | mannen     | 24e       | 1:48.34   |
| Aaron Royle     | mannen     | 9e        | 1:46.42   |
|                 |            |           |           |
| Erin Densham    | vrouwen    | 26e       | 2:01.44   |
| Ashleigh Gentle | vrouwen    | 12e       | 1:59.27   |
| Emma Moffatt    | vrouwen    | 6e        | 1:57.55   |

### Voetbal

#### Vrouwen
| Olympiër | Discipline | Resultaat | Prestatie |
| --- | ---------- | --------- | --- |
| Lydia Williams Larissa Crummer Clare Polkinghorne Laura Alleway Chloe Logarzo Steph Catley Elise Kellond-Knight Caitlin Foord Emily van Egmond Lisa De Vanna Tameka Butt Alanna Kennedy Ellie Carpenter Kyah Simon Katrina Gorry Samantha Kerr Michelle Heyman Mackenzie Arnold | vrouwen    | 7e        | groep F: 3e V van Canada: 0–2 G tegen Duitsland: 2–2 W van Zimbabwe: 6–1 kwartfinale: V van BRA: 0–0 (7–6 n.s.) |

| Groep F |           |             |             |             |             |            |            |            |        |
| #       | Land      | Wedstrijden | Wedstrijden | Wedstrijden | Wedstrijden | Doelpunten | Doelpunten | Doelpunten | Punten |
| #       | Land      | G           | W           | G           | V           | V          | T          | Saldo      | Punten |
| 1       | Canada    | 3           | 3           | 0           | 0           | 7          | 2          | +5         | 9      |
| 2       | Duitsland | 3           | 1           | 1           | 1           | 9          | 5          | +4         | 4      |
| 3       | Australië | 3           | 1           | 1           | 1           | 8          | 5          | +3         | 4      |
| 4       | Zimbabwe  | 3           | 0           | 0           | 3           | 3          | 15         | –12        | 0      |

| Ronde       | Datum | Lokale tijd | MEZT           | Plaats    | Land         | Score     | Land |
| ----------- | ----- | ----------- | -------------- | --------- | ------------ | --------- | ---- |
| Groepsfase  |       |             |                |           |              |           |      |
| 3 augustus  | 15:00 | 20:00       | Rio de Janeiro | Canada    | 2–0          | Australië |      |
| 6 augustus  | 18:00 | 23:00       | Rio de Janeiro | Duitsland | 2–2          | Australië |      |
| 9 augustus  | 16:00 | 21:00       | Rio de Janeiro | Australië | 6–1          | Zimbabwe  |      |
| Kwartfinale |       |             |                |           |              |           |      |
| 12 augustus | 22:00 | 03:00       | Belo Horizonte | Brazilië  | 0–0 7–6 n.s. | Australië |      |

### Volleybal
| Olympiër                     | Discipline | Resultaat | Prestatie |
| ---------------------------- | ---------- | --------- | --- |
| Louise Bawden Taliqua Clancy | beach (v)  | 5e        | Groep F: 1e W van CRC Alfaro/Charles: 2-0 (21-15,21-14) W van VEN Agudo/Pérez: 2-0 (21-9,21-14) W van NED Meppelink/Van Iersel: 2-1 (16-21, 10-21) 2e ronde: W van POL Brzostek/Kołosińska: 2-1 (15-21, 21-16, 15-11) kwartfinale: V van USA Ross/Walsh Jennings: 0-2 (14-21,16-21) |
| Mariafe Artacho Nicole Laird | beach (v)  | 23e       | Groep C: 4e V van USA Ross/Walsh Jennings: 0-2: (14-21,13-21) V van SUI Forrer/Vergé-Dépré: 1-2 (21-19,16-21,19-21) V van CHN Wang/Yue: 2-1 (27-25, 18-21, 16-14) |

### Waterpolo

#### Mannen
| Olympiër | Onderdeel | Resultaat | Prestatie |
| --- | --------- | --------- | --- |
| Joel Dennerley Richie Campbell George Ford Johnno Cotterill Nathan Power Jarrod Gilchrist Aiden Roach Aaron Younger Joel Swift Joseph Kayes Rhys Howden Mitchell Emery James Stanton | mannen    | 9e        | groep A: 5e V van Brazilië: 7–8 G tegen Hongarije: 9–9 W van Japan: 8–6 V van Servië: 8–10 W van Griekenland: 12–7 |

| Groep A |             |             |             |             |             |        |        |        |        |
| #       | Land        | Wedstrijden | Wedstrijden | Wedstrijden | Wedstrijden | Punten | Punten | Punten | Punten |
| #       | Land        | G           | W           | G           | V           | V      | T      | Saldo  | Punten |
| 1       | Hongarije   | 5           | 2           | 3           | 0           | 57     | 43     | +14    | 7      |
| 2       | Griekenland | 5           | 2           | 2           | 1           | 41     | 40     | +1     | 6      |
| 3       | Brazilië    | 5           | 3           | 0           | 2           | 40     | 39     | +1     | 6      |
| 4       | Servië      | 5           | 2           | 2           | 1           | 49     | 44     | +5     | 6      |
| 5       | Australië   | 5           | 2           | 1           | 2           | 44     | 40     | +4     | 5      |
| 6       | Japan       | 5           | 0           | 0           | 5           | 36     | 61     | –25    | 0      |

| Ronde       | Datum | Lokale tijd | MEZT           | Plaats    | Land | Score       | Land |
| ----------- | ----- | ----------- | -------------- | --------- | ---- | ----------- | ---- |
| Groepsfase  |       |             |                |           |      |             |      |
| 6 augustus  | 20:50 | 01:50       | Rio de Janeiro | Brazilië  | 8–7  | Australië   |      |
| 8 augustus  | 20:50 | 01:50       | Rio de Janeiro | Hongarije | 9–9  | Australië   |      |
| 10 augustus | 09:00 | 14:00       | Rio de Janeiro | Australië | 8–6  | Japan       |      |
| 12 augustus | 22:10 | 03:10       | Rio de Janeiro | Servië    | 10–8 | Australië   |      |
| 14 augustus | 12:50 | 17:50       | Rio de Janeiro | Australië | 12–7 | Griekenland |      |

#### Vrouwen
| Olympiër | Onderdeel | Resultaat | Prestatie |
| --- | --------- | --------- | --- |
| Lea Yanitsas Gemma Beadsworth Hannah Buckling Holly Lincoln-Smith Keesja Gofers Bronwen Knox Rowena Webster Glencora Ralph Zoe Arancini Ashleigh Southern Isobel Bishop Nicola Zagame Kelsey Wakefield | vrouwen   | 6e        | groep A: 2e W van Rusland: 14–4 V van Italië: 7–8 W van Brazilië: 10–3 kwartfinale: V van Hongarije: 8–8 (3–5 n.s.) 5-8e plaats: W van Brazilië: 11–4 5-6e plaats: V van Spanje: 10–12 |

| Groep A |           |             |             |             |             |        |        |        |        |
| #       | Land      | Wedstrijden | Wedstrijden | Wedstrijden | Wedstrijden | Punten | Punten | Punten | Punten |
| #       | Land      | G           | W           | G           | V           | V      | T      | Saldo  | Punten |
| 1       | Italië    | 3           | 3           | 0           | 0           | 27     | 15     | +12    | 6      |
| 2       | Australië | 3           | 2           | 0           | 1           | 31     | 15     | +6     | 4      |
| 3       | Rusland   | 3           | 1           | 0           | 2           | 23     | 31     | –8     | 2      |
| 4       | Brazilië  | 3           | 0           | 0           | 3           | 13     | 33     | –20    | 0      |

| Ronde       | Datum | Lokale tijd | MEZT           | Plaats    | Land           | Score     | Land |
| ----------- | ----- | ----------- | -------------- | --------- | -------------- | --------- | ---- |
| Groepsfase  |       |             |                |           |                |           |      |
| 9 augustus  | 13:00 | 18:00       | Rio de Janeiro | Rusland   | 4–14           | Australië |      |
| 11 augustus | 10:20 | 15:20       | Rio de Janeiro | Italië    | 8–7            | Australië |      |
| 13 augustus | 11:40 | 16:40       | Rio de Janeiro | Australië | 10–3           | Brazilië  |      |
| Kwartfinale |       |             |                |           |                |           |      |
| 15 augustus | 15:30 | 20:30       | Rio de Janeiro | Australië | 8–8 (3–5 n.s.) | Hongarije |      |
| 5-8e plek   |       |             |                |           |                |           |      |
| 17 augustus | 11:00 | 16:00       | Rio de Janeiro | Australië | 11–4           | Brazilië  |      |
| 5-6e plek   |       |             |                |           |                |           |      |
| 19 augustus | 14:10 | 19:10       | Rio de Janeiro | Australië | 10–12          | Spanje    |      |

### Wielersport

#### Baan
| Olympiër                                                                   | Discipline               | Resultaat | Prestatie |
| -------------------------------------------------------------------------- | ------------------------ | --------- | --- |
| Patrick Constable                                                          | keirin (m)               | 13e       | 1e ronde: 5e herkansingen: 5e |
| Matthew Glaetzer                                                           | keirin (m)               | 10e       | 1e ronde: 2e 2e ronde: 4e |
| Patrick Constable                                                          | sprint (m)               | 8e        | kwalificatie: 17e in 10,010 1e ronde: V van GBR Skinner: 10,325 herkansing 1: 1e in 10,363 2e ronde: V van GBR Skinner: 10,380 herkansing 2: 1e in 10,456 kwartfinale 1: V van GBR Kenny: 0-2 plaats 5-8: 4e in 10,740                       |
| Matthew Glaetzer                                                           | sprint (m)               | 4e        | kwalificatie: 3e in 9,704 1e ronde: W van COL Puerta: 10,299 2e ronde: W van GER Levy: 10,166 kwartfinale 3: W van GER Eilers: 2-0 halve finale: V van GBR Skinner: 0-2 bronzen finale: V van RUS Dmitrijev: 0-2                             |
| Glenn O'Shea                                                               | omnium (m)               | 7e        | scratch: 4e met 34 punten individuele achtervolging: 11e in 4.28,350 (20 punten) afvalling: 10e met 22 punten tijdrit: 2e in 1.02,332 (38 punten) vliegende ronde: 6e in 13,053 (30 punten) puntenkoers: 14e met 0 punten totaal: 144 punten |
| Jack Bobridge Alex Edmondson Michael Hepburn Callum Scotson Sam Welsford   | ploegenachtervolging (m) | Zilver    | kwalificatie: 3e in 3.55,606 halve finale: W van Denemarken: 3.53,429 finale: V van Groot-Brittannië: 3.51,008 |
| Patrick Constable Matthew Glaetzer Nathan Hart                             | teamsprint (m)           | 4e        | kwalificatie: 3e in 43,158 halve finale: W van Nederland: 43,166 bronzen finale: V van Frankrijk: 43,298 |
|                                                                            |                          |           | |
| Anna Meares                                                                | keirin (v)               | Brons     | 1e ronde: 2e in 11,211 2e ronde: 1e finale: 3e |
| Stephanie Morton                                                           | keirin (v)               | 13e       | 1e ronde: 5e in 11,802 herkansingen: 2e in 11,293 |
| Anna Meares                                                                | sprint (v)               | 10e       | kwalificatie: 9e in 10,947 1e ronde: V van LTU Krupeckaitė: 11,716 1e ronde herkansingen: 1e in 11,716 2e ronde: V van HKG Wai Sze: 11,632 2e ronde herkansingen: 2e in 11,639 9-12e plek: 2e in 11,920                                      |
| Stephanie Morton                                                           | sprint (v)               | 13e       | kwalificatie: 8e in 10,875 1e ronde: V van RUS Vojnova: 11,600 1e ronde herkansingen: 2e in 11,508 |
| Annette Edmondson                                                          | omnium (v)               | 8e        | scratch: 6e met 30 punten individuele achtervolging: 7e in 3.33,818 (28 punten) afvalling: 5e met 32 punten tijdrit: 1e in 34,938 (40 punten) vliegende ronde: 2e in 13,878 (38 punten) ploegkoers: 16e met 0 punten totaal: 168 punten      |
| Ashlee Ankudinoff Georgia Baker Amy Cure Annette Edmondson Melissa Hoskins | ploegenachtervolging (v) | 5e        | kwalificatie: 3e in 4.19,059 halve finale: V van de Verenigde Staten: 4.12,282 5-6e plek: W van Italië: 4.21,232 |
| Anna Meares Stephanie Morton                                               | teamsprint (v)           | 4e        | kwalificatie: 4e in 32,881 halve finale: W van Nederland: 32,636 bronzen finale: V van Duitsland: 32,658 |

#### Mountainbike
| Olympiër          | Discipline | Resultaat | Prestatie   |
| ----------------- | ---------- | --------- | ----------- |
| Rebecca Henderson | vrouwen    | 25e       | op 2 ronden |

#### BMX
| Olympiër          | Discipline | Resultaat | Prestatie |
| ----------------- | ---------- | --------- | --- |
| Anthony Dean      | mannen     | 8e        | plaatsingsronde: 13e in 35,333 kwartfinale 4: 1e met 4 punten halve finale 1: 1e met 3 punten finale: niet gefinisht |
| Bodi Turner       | mannen     | 22e       | plaatsingsronde: 20e in 35,445 kwartfinale 4: 5e met 18 punten                                                       |
| Sam Willoughby    | mannen     | 6e        | plaatsingsronde: 3e in 34,714 kwartfinale 3: 1e met 3 punten halve finale 2: 1e met 3 punten finale: 6e in 36,325    |
|                   |            |           | |
| Caroline Buchanan | vrouwen    | 9e        | plaatsingsronde: 2e in 34,752 halve finale 2: 5e met 13 punten                                                       |
| Lauren Reynolds   | vrouwen    | 10e       | plaatsingsronde: 10e in 35,666 halve finale 2: 6e met 17 punten                                                      |

#### Weg
| Olympiër       | Discipline               | Resultaat | Prestatie      |
| -------------- | ------------------------ | --------- | -------------- |
| Rohan Dennis   | wegwedstrijd (m)         | DNF       | niet gefinisht |
| Simon Clarke   | wegwedstrijd (m)         | 25e       | 6:16.17        |
| Richie Porte   | wegwedstrijd (m)         | DNF       | niet gefinisht |
| Scott Bowden   | wegwedstrijd (m)         | DNF       | niet gefinisht |
| Rohan Dennis   | individuele tijdirit (m) | 5e        | 1:13.25        |
| Richie Porte   | individuele tijdirit (m) | DNS       | niet gestart   |
|                |                          |           |                |
| Gracie Elvin   | wegwedstrijd (v)         | 49e       | 4:03.01        |
| Katrin Garfoot | wegwedstrijd (v)         | DNF       | niet gefinisht |
| Rachel Neylan  | wegwedstrijd (v)         | 22e       | 3:56.34        |
| Amanda Spratt  | wegwedstrijd (v)         | 15e       | 3:55.36        |
| Katrin Garfoot | individuele tijdrit (v)  | 9e        | 45.35          |

### Worstelen
| Olympiër       | Discipline  | Resultaat   | Prestatie                                         |
| Vrije stijl    | Vrije stijl | Vrije stijl | Vrije stijl                                       |
| -------------- | ----------- | ----------- | ------------------------------------------------- |
| Sahit Prizreni | –65kg (m)   | 19e         | 1e ronde: V van CHN Katai: 1-6                    |
| Talgat Ilyasov | –74kg (m)   | 17e         | 1e ronde: V van JPN Takatani: 0-6                 |
| Grieks-Romeins |             |             |                                                   |
| Ivan Popov     | –130kg (m)  | 17e         | 1e ronde: vrij 2e ronde: V van SWE Eurén: 9-9 (f) |

### Zeilen
| Olympiër                       | Discipline       | Resultaat | Prestatie                                                |
| ------------------------------ | ---------------- | --------- | -------------------------------------------------------- |
| Tom Burton                     | laser (m)        | Goud      | 73 punten: (17-8-2-10-9-14-7-2-11-4-medaillerace:3)      |
| Jake Lilley                    | finn (m)         | 8e        | 97 punten: (16-UFD-8-6-6-4-3-5-23-16-medaillerace:5)     |
| Mathew Belcher Willian Ryan    | 470 (m)          | Zilver    | 58 punten: (8-1-3-3-2-8-10-7-1-7-medaillerace:9)         |
| Iain Jensen Nathan Outteridge  | 49er (m)         | Zilver    | 78 punten: (13-8-2-5-10-12-4-5-8-2-7-7-medaillerace:4)   |
|                                |                  |           |                                                          |
| Ashley Stoddart                | laser radial (v) | 9e        | 107 punten: (8-6-17-28-11-11-23-11-7-8-medaillerace:3)   |
| Jaime Ryan Carrie Smith        | 470 (v)          | 15e       | 107 punten: (16-8-11-17-7-6-14-15-17-12)                 |
|                                |                  |           |                                                          |
| Jason Waterhouse Lisa Darmanin | nacra 17 (g)     | Zilver    | 78 punten: (6-8-4-1-1-5-15-11-11-1-12-17-medaillerace:2) |

### Zwemmen
| Olympiër                                                                                 | Onderdeel                  | Resultaat | Prestatie                                                                  |
| ---------------------------------------------------------------------------------------- | -------------------------- | --------- | -------------------------------------------------------------------------- |
| Matt Abood                                                                               | 50m vrije slag (m)         | 33e       | serie 10: 8e in 22,47                                                      |
| Cameron McEvoy                                                                           | 50m vrije slag (m)         | 11e       | serie 9: 1e in 21,80 halve finale 2: 7e in 21,89                           |
| Kyle Chalmers                                                                            | 100m vrije slag (m)        | Goud      | serie 7: 1e in 47,90 halve finale 2: 1e in 47,88 finale: 1e in 47,58       |
| Cameron McEvoy                                                                           | 100m vrije slag (m)        | 7e        | serie 8: 1e in 48,12 halve finale 1: 2e in 47,93 finale: 7e in 48,12       |
| Thomas Fraser-Holmes                                                                     | 200m vrije slag (m)        | 9e        | serie 5: 4e in 1.46,49 halve finale 2: 6e in 1.46,24                       |
| David McKeon                                                                             | 200m vrije slag (m)        | 30e       | serie 5: 7e in 1.48,38                                                     |
| Mack Horton                                                                              | 400m vrije slag (m)        | Goud      | serie 7: 2e in 3.43,84 finale: 1e in 3.41,55                               |
| David McKeon                                                                             | 400m vrije slag (m)        | 7e        | serie 7: 4e in 3.44,68 finale: 7e in 3.45,28                               |
| Mack Horton                                                                              | 1500m vrije slag (m)       | 5e        | serie 5: 2e in 14.48,57 finale: 5e in 14.49,54                             |
| Jack McLoughlin                                                                          | 1500m vrije slag (m)       | 9e        | serie 6: 3e in 14.56,02                                                    |
| Josh Beaver                                                                              | 100m rugslag (m)           | 13e       | serie 5: 3e in 53,47 halve finale 2: 7e in 53,95                           |
| Mitch Larkin                                                                             | 100m rugslag (m)           | 4e        | serie 5: 2e in 53,04 halve finale 2: 2e in 52,70 finale: 4e in 52,43       |
| Josh Beaver                                                                              | 200m rugslag (m)           | 10        | serie 4: 4e in 1.56,65 halve finale 1: 5e in 1.56,57                       |
| Mitch Larkin                                                                             | 200m rugslag (m)           | Zilver    | serie 4: 1e in 1.56,01 halve finale 2: 2e in 1.54,73 finale: 2e in 1.53,96 |
| Jake Packard                                                                             | 100m schoolslag (m)        | 9e        | serie 6: 2e in 59,26 halve finale 1: 4e in 59,48                           |
| Joshua Palmer                                                                            | 100m schoolslag (m)        | 30e       | serie 3: 5e in 1.01,13                                                     |
| Grant Irvine                                                                             | 100m vlinderslag (m)       | 13e       | serie 6: 4e in 51,84 halve finale: 6e in 51,87                             |
| David Morgan                                                                             | 100m vlinderslag (m)       | 9e        | serie 5: 4e in 51,81 halve finale 2: 7e in 51,75                           |
| Grant Irvine                                                                             | 200m vlinderslag (m)       | 9e        | serie 3: 2e in 1.55,64 halve finale 1: 5e in 1.56,07                       |
| David Morgan                                                                             | 200m vlinderslag (m)       | 19e       | serie 3: 7e in 1.56,81                                                     |
| Thomas Fraser-Holmes                                                                     | 200m wisselslag (m)        | DNS       | -                                                                          |
| Travis Mahoney                                                                           | 200m wisselslag (m)        | 20e       | serie 2: 5e in 2.00,18                                                     |
| Thomas Fraser-Holmes                                                                     | 400m wisselslag (m)        | 6e        | serie 3: 3e in 4.12,51 finale: 6e in 4.11,90                               |
| Travis Mahoney                                                                           | 400m wisselslag (m)        | 7e        | serie 2: 1e in 4.13,37 finale: 7e in 4.15,48                               |
| Matthew Abood Kyle Chalmers James Magnussen Cameron McEvoy James Roberts                 | 4x100m vrije slag (m)      | Brons     | serie 2: 2e in 3.12,65 finale: 3e in 3.11,37                               |
| Thomas Fraser-Holmes Jacob Hansford Mack Horton Cameron McEvoy David McKeon Daniel Smith | 4x200m vrije slag (m)      | 4e        | serie 2: 5e in 7.07,98 finale: 4e in 7.04,18                               |
| Mitch Larkin Cameron McEvoy David Morgan Jake Packard Joshua Palmer                      | 4x100m wisselslag slag (m) | Brons     | serie 1: 2e in 3.32,57 finale: 3e in 3.29,93                               |
| Jarrod Poort                                                                             | 10km open water (m)        | 21e       | 1:53.40,7                                                                  |
|                                                                                          |                            |           |                                                                            |
| Bronte Campbell                                                                          | 50m vrije slag (v)         | 7e        | serie 12: 2e in 24,45 halve finale 1: 2e in 24,43 finale: 7e in 24,42      |
| Cate Campbell                                                                            | 50m vrije slag (v)         | 5e        | serie 1: 3e in 24,52 halve finale 2: 2e in 24,32 finale: 5e in 24,15       |
| Bronte Campbell                                                                          | 100m vrije slag (v)        | 4e        | serie 6: 3e in 53,71 halve finale 1: 2e in 53,29 finale: 4e in 53,04       |
| Cate Campbell                                                                            | 100m vrije slag (v)        | 6e        | serie 5: 1e in 52,78 halve finale 2: 1e in 52,71 finale: 6e in 53,24       |
| Bronte Barratt                                                                           | 200m vrije slag (v)        | 5e        | serie 5: 4e in 1.56,93 halve finale 1: 4e in 1.56,63 finale: 5e in 1.55,25 |
| Emma McKeon                                                                              | 200m vrije slag (v)        | Brons     | serie 5: 2e in 1.55,80 halve finale 1: 2e in 1.56,29 finale: 3e in 1.54,92 |
| Jessica Ashwood                                                                          | 400m vrije slag (v)        | 7e        | serie 3: 4e in 4.03,58 finale: 7e in 4.05,68                               |
| Tamsin Cook                                                                              | 400m vrije slag (v)        | 6e        | serie 4: 4e in 4.04,36 finale: 6e in 4.05,30                               |
| Jessica Ashwood                                                                          | 800m vrije slag (v)        | 5e        | serie 3: 2e in 8.22,57 finale: 5e in 8.20,32                               |
| Tamsin Cook                                                                              | 800m vrije slag (v)        | 20e       | serie 3: 7e in 8.36,62                                                     |
| Emily Seebohm                                                                            | 100m rugslag (v)           | 7e        | serie 5: 1e in 58,99 halve finale 1: 3e in 59,32 finale: 7e in 59,19       |
| Madison Wilson                                                                           | 100m rugslag (v)           | 8e        | serie 3: 2e in 59,92 halve finale 1: 1e in 59,03 finale: 8e in 59,23       |
| Belinda Hocking                                                                          | 200m rugslag (v)           | 5e        | serie 4: 1e in 2.08,67 halve finale 2: 3e in 2.07,83 finale: 5e in 2.08,02 |
| Emily Seebohm                                                                            | 200m rugslag (v)           | 12e       | serie 4: 3e in 2.09,00 halve finale 1: 6e in 2.09,39                       |
| Georgia Bohl                                                                             | 100m schoolslag (v)        | 24e       | serie 4: 6e in 1.07,96                                                     |
| Taylor McKeown                                                                           | 100m schoolslag (v)        | 11e       | serie 4: 3e in 1.06,73 halve finale 1: 5e in 1.07,12                       |
| Georgia Bohl                                                                             | 200m schoolslag (v)        | 2ee       | serie 3: 7e in 2.28,24                                                     |
| Taylor McKeown                                                                           | 200m schoolslag (v)        | 5e        | serie 3: 2e in 2.23,00 halve finale 2: 1e in 2.21,69 finale: 5e in 2.22,43 |
| Madeline Groves                                                                          | 100m vlinderslag (v)       | 17e       | serie 4: 6e in 58,17                                                       |
| Emma McKeon                                                                              | 100m vlinderslag (v)       | 7e        | serie 5: 2e in 57,33 halve finale 2: 2e in 56,81 finale: 7e in 57,05       |
| Madeline Groves                                                                          | 200m vlinderslag (v)       | Zilver    | serie 4: 4e in 2.07,22 halve finale 2: 1e in 2.05,66 finale: 2e in 2.04,88 |
| Brianna Throssell                                                                        | 200m vlinderslag (v)       | 8e        | serie 3: 3e in 2.07,76 halve finale 1: 3e in 2.07,19 finale: 8e in 2.07,87 |
| Alicia Coutts                                                                            | 200m wisselslag (v)        | 5e        | serie 3: 2e in 2.10,52 halve finale 1: 3e in 2.10,35 finale: 5e in 2.10,88 |
| Kotuku Ngawati                                                                           | 200m wisselslag (v)        | 17e       | serie 4: 6e in 2.3,05                                                      |
| Blair Evans                                                                              | 400m wisselslag (v)        | 16e       | serie 5: 7e in 4.38,91                                                     |
| Keryn McMaster                                                                           | 400m wisselslag (v)        | 10e       | serie 4: 4e in 4.37,33                                                     |
| Bronte Campbell Cate Campbell Brittany Elmslie Emma McKeon Madison Wilson                | 4x100m vrije slag (v)      | Goud      | serie 2: 1e in 3.32,39 finale: 1e in 3.30,65                               |
| Bronte Barratt Madeline Groves Emma McKeon Leah Neale                                    | 4x200m vrije slag (v)      | Zilver    | serie 1: 1e in 7.49,24 finale: 2e in 7.44,87                               |
| Georgia Bohl Bronte Campbell Cate Campbell Emma McKeon Taylor McKeown Emily Seebohm      | 4x100m wisselslag slag (v) | Zilver    | serie 2: 2e in 3.57,80 finale: 2e in 3.55,00                               |
| Chelsea Gubecka                                                                          | 10km open water (v)        | 15e       | 1:58.12,7                                                                  |